# Champey-sur-Moselle
Champey-sur-Moselle é uma comuna francesa na região administrativa de Grande Leste, no departamento de Meurthe-et-Moselle. Estende-se por uma área de 2,42 km². Em 2010 a comuna tinha 342 habitantes (densidade: 141,3 hab./km²).